# 国家戦略会議
国家戦略会議（こっかせんりゃくかいぎ）は、日本の国家戦略に関する構想を検討するために閣議決定に基づいて内閣に設置されていた、日本の行政機関の一つ。
野田内閣の時、国家戦略会議が設置されたが、第2次安倍内閣の発足とともに廃止が決定された。

## 概要
野田内閣は国家戦略会議の役割を「税財政の骨格や経済運営の基本方針等の国家の内外にわたる重要な政策を統括する司令塔並びに政策推進の原動力として、総理のリーダーシップの下、産官学の英知を結集し、重要基本方針の取りまとめ等を行うとともに、国の未来への新たな展望を提示するため、新時代の中長期的な国家ビジョンの構想を行う」と位置づけた。
国家戦略会議の扱う議題は、発足時に国家戦略担当大臣兼経済財政担当大臣だった古川元久によると「内政と外政のリンクする部分も含むため守備範囲は諮問会議よりも広くなる」との発言をしており、自民党時代に司令塔役を担った経済財政諮問会議よりも幅広い議題を取り扱う機関と位置づけることとなった。
2011年（平成23年）10月28日に「国家戦略会議」が発足したが、当面は法律によって裏付けられた機関としてではなく、閣議決定に基づく機関として運営することとなった。また、その国家戦略会議の運営事務は、内閣官房に設置されている国家戦略室のスタッフが担当することになった。なお、国家戦略会議の下には複数の分科会を設置することができた。
この国家戦略会議の発足によって、今まで政府内で休眠状態となっていた会議や、機能が重複していた18の会議を廃止して集約化することとなった。廃止が決定された会議は以下の通り。
| 廃止された会議 |
| --- |
| 新成長戦略実現会議、海外経済協力会議、緊急雇用対策本部、北朝鮮による砲撃事件対策本部、新年金制度に関する検討会、アフガニスタン支援検討会議、年金記録問題に関する関係閣僚会議、社会保障改革に関する有識者検討会、元気な日本復活特別枠に関する評価会議、経済対策閣僚会議、社会保障・税に関わる番号制度に関する検討会、高度人材受入推進会議、月探査に関する懇談会、国際文化交流推進会議、地方分権推進連絡会議、事故災害防止安全対策会議、経済連携促進関係省庁連絡会議、自殺対策関係省庁連絡会議 |

## 沿革
野田内閣は国家戦略会議の設置を2011年（平成23年）10月21日に閣議決定した。10月28日には首相官邸で初会合を開き、議長を務めた野田佳彦首相は「予算の骨格など、それぞれの局面における重要な政策課題も議論してもらいたい」と述べた。民間議員からは環太平洋戦略的経済連携協定（TPP）への交渉参加問題や円高問題に関する意見も出たが、当面は菅内閣の新成長戦略実現会議のもとで検討されてきた「新成長戦略」を改定した「日本再生の基本戦略」を2011年以内に策定したうえで、さらに、具体的な意見を詰め込んだ「日本再生戦略」（仮称）を2012年半ば頃を目処として取りまとめる事を決めた。また、分科会としてエネルギー資源政策や地球温暖化対策などを議論する「エネルギー・環境会議」を設置した。
2011年（平成23年）12月22日に行われた6回目の会合では、東日本大震災や福島第一原子力発電所事故からの復興と様々な分野でのフロンティアへの挑戦を掲げた「日本再生の基本戦略」を決定した。努力目標として2011年度から2020年度までの日本の経済成長率について年平均で換算して実質成長率2％とすることを定め、また、財政健全化に取り組むことを決めた。
野田佳彦首相は「日本再生の基本戦略」について「わが国が直面する危機を乗り越え、希望と誇りを取り戻していく日本再生の道筋だ」と述べた。「日本再生の基本戦略」は、2011年12月24日には閣議決定に至っている。
2012年1月25日、野田改造内閣発足に伴い、副総理に就任した岡田克也を国家戦略会議副議長に任命し、副議長が3名となる。2050年を見据えて、｢繁栄｣（中間所得層の増加させる成長戦略）、｢幸福｣（将来世代の安心につながる社会保障）、｢叡智｣（人材育成や宇宙政策、科学技術）と｢平和｣（外交や海洋政策）の議論や検討する4部会を大西隆を座長とする｢フロンティア分科会｣のもとに設ける。
2012年（平成24年）7月31日、医療、環境、農業を重点分野と捉え、2020年までの工程表を指し示した「日本再生戦略」を閣議決定した。
同年12月16日に第46回衆議院議員総選挙が投開票された。民主党は大敗し、自公連立政権による第2次安倍内閣が発足した。同年12月26日、第2次安倍内閣発足後の初閣議で当会議は廃止が決定された。

## 構成
議長は野田佳彦首相が務め、古川元久国家戦略担当大臣兼経済財政担当大臣が仕切り役を務める。また、関係閣僚と経済界・労働界などの識者14人で構成される。
※2012年（平成24年）1月25日
|        | 氏名       | 役職                                                |
| ------ | ---------- | --------------------------------------------------- |
| 議長   | 野田佳彦   | 内閣総理大臣                                        |
| 副議長 | 岡田克也   | 副総理                                              |
| 副議長 | 藤村修     | 内閣官房長官                                        |
| 副議長 | 古川元久   | 国家戦略担当大臣 内閣府特命担当大臣（経済財政政策） |
| 議員   | 川端達夫   | 総務大臣                                            |
| 議員   | 玄葉光一郎 | 外務大臣                                            |
| 議員   | 安住淳     | 財務大臣                                            |
| 議員   | 枝野幸男   | 経済産業大臣                                        |
| 議員   | 白川方明   | 日本銀行総裁                                        |
| 議員   | 岩田一政   | 日本経済研究センター理事長                          |
| 議員   | 緒方貞子   | 国際協力機構理事長                                  |
| 議員   | 古賀伸明   | 日本労働組合総連合会会長                            |
| 議員   | 長谷川閑史 | 経済同友会代表幹事                                  |
| 議員   | 米倉弘昌   | 日本経済団体連合会会長                              |

## 評価
当初、国家戦略会議発足に際して複数の新聞から、法的根拠がない点や幅広い議題を扱うため役割の範囲が不明確な点を批判された。また、存在感を発揮することができるかどうか懸念された。